# Agrosuper
Agrosuper ist ein chilenischer Nahrungsmittelkonzern mit Sitz in Rancagua. Im Jahr 2009 erwirtschaftete er einen Umsatz von circa 1,821 Milliarden US-Dollar. Nach eigenen Angaben waren 2012 rund 16.500 Personen bei Agrosuper beschäftigt. 
In der Liste „Top 500 Companies in Latin America“ des Wirtschaftsmagazins Latin Trade belegte das Unternehmen den 28. Platz in Chile (bezogen auf das Geschäftsjahr 2006). Agrosuper ist mit seiner Marke Super Pollo chilenischer Marktführer bei Hühnchen mit einem Marktanteil von 55 %. Weitere Marken des Konzerns sind Super Cerdo, Sopraval, Super Salmón und La Crianza.
Neben dem Kerngeschäft in Chile hat Agrosuper auch Zweigstellen in Italien, den USA, Mexiko und Japan.
Der Konzern geriet durch die Vorgänge um die in der Región de Atacama gelegene Schweinefabrik von Freirina in die Kritik der Öffentlichkeit. 